# Медресе Абдулла котиба
Медресе Абдулла котиба (узб. Abdulloh kotib madrasasi) — утраченное здание медресе в Бухаре (Узбекистан), построенное в XIX веке Абдуллохом котибом во время правления девятого бухарского эмира из узбекской династии Мангытов, Сеид Абдулахад-хана.

## История
Медресе находилось в гузаре «Мулла Пайрави», основным населением которого являлись учителя, имамы и купцы. Изучением деятельности медресе занимался известный узбекский востоковед и источниковед Абдусаттор Джуманазаров.

В первом учредительном документе говорится:
«Мулла Абдулла Мойсафид Амир, сын муллы Курбана Майманаги, из Бухары, в месяце Сафаре, 1307 года хиджры (1889 г.), жертвует свой дом в гузаре „Муллы Пайрави“». 
Медресе располагалось к западу от дома аксакала Акрома и к востоку от дома Иноятуллахходжи. С южной и восточной стороны медресе имело выходы на улицу. В этом же документе также приведены сведения о мударрисах (преподавателях), работавших в медресе. В нем говорится, что зарплата муллы Кудратуллоха составляла 12 тилля (золотых монет), а зарплата муллы Абдукарима — 4 тилля. Имеются сведения, что в 1903—1904 годах главой этого медресе был мулла Идрисходжа.

## Архитектура
Дом Абдуллоха котиба был двухэтажным. На первом этаже дома было четыре комнаты, на втором этаже три комнаты. Основатель медресе также передал под медресе продуктовый магазин и мясную лавку. Абдуллох котиб самостоятельно распоряжался имуществом медресе и был учредителем вакфа, а после смерти Абдуллоха котиба обязанности учредителя исполнял главный судья (козикалон). В учредительном документе указано, что в медресе проживало 12 студентов. Они были размещены парами в 6 комнатах. Под учебную аудиторию была отведена одна комната. Согласно вакфному (учредительному) документу, оформленному в 1891 году, Абдуллох котиб подарил медресе магазин канцелярских товаров.
Поэт и учёный Садри Зийо (настоящее имя Мирза Мухаммал Шариф Садр ибн Абдишукур), который жил и учился в Бухаре писал, что в медресе Абдуллоха котиба было 8 комнат. Медресе построено в стиле среднеазиатской архитектуры и выполнено из обожженного кирпича, дерева, камня и ганча.